# 피아노사섬

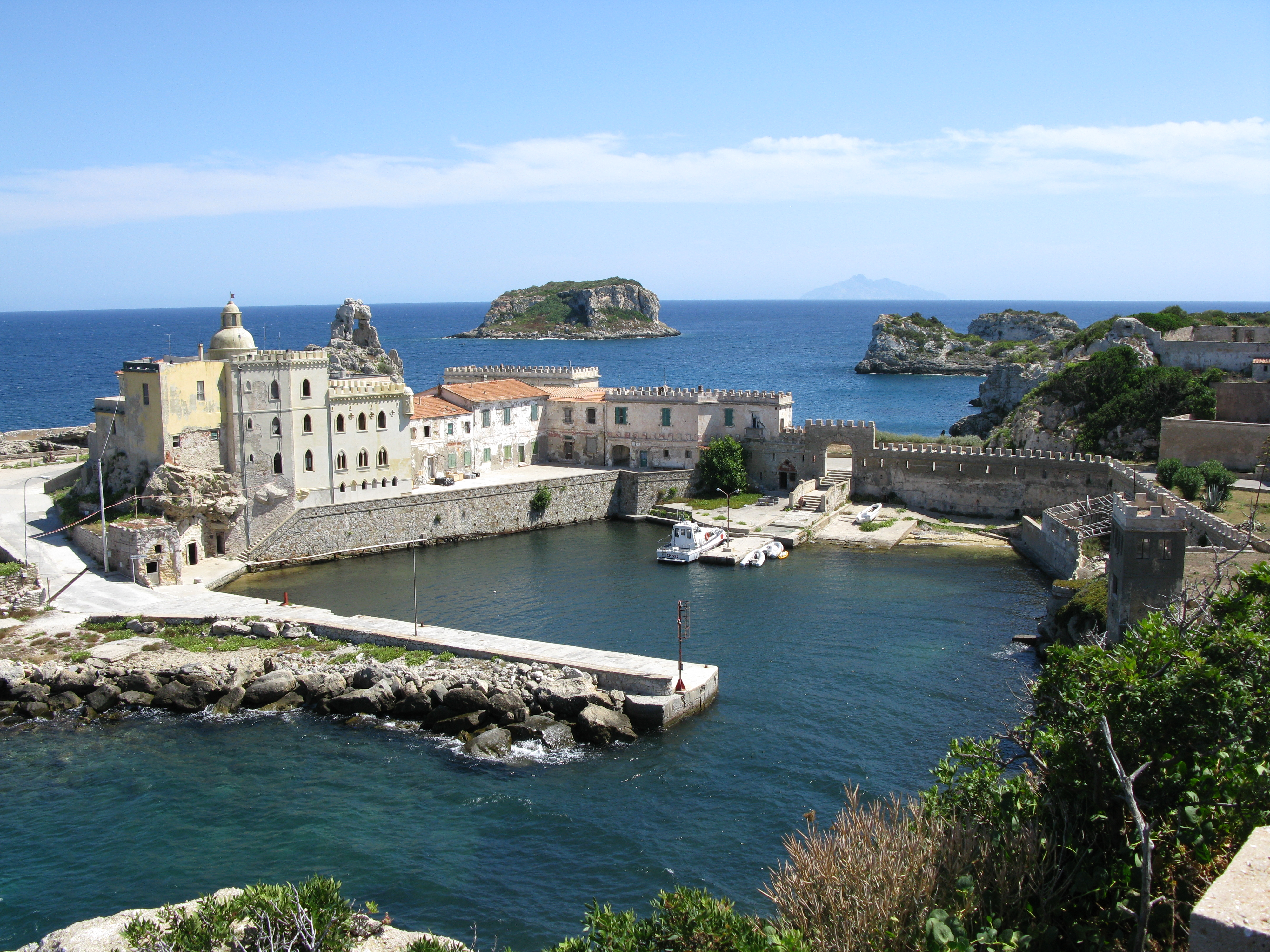
피아노사섬 항구

피아노사섬(Pianosa)은 이탈리아 티레니아해 토스카나 제도의 섬이다. 면적은 약 10.25km2이며 해안 주변 면적은 26킬로미터에 달한다.
조지프 헬러의 소설 《캐치-22》에서 주 무대로 등장한다.

## 식물상
1900년대 이 섬에 들어온 렌티스코, 회향, 로즈메리, 알레포소나무 등 주로 지중해성 종들로 구성된다.

## 동물상
이 섬에 사는 동물들은 꿩을 포함하여 1800년대에 들어온 유럽고슴도치, 산토끼 등 대개 작은 포유류들이다. 이 섬은 북쪽에서 남쪽으로 계절을 따라 이동하는 철새들이 들리는 거처이다. 피아노사섬 주변 바다는 물고기가 풍부한데 해안이 오랫 동안 접근이 불가능했었기 때문이며, 또 오늘날 국립 공원 규제가 어획을 금지하고 있기 때문이다. 참바리아, 곰치 등의 수많은 어종이 이 섬 주변에 있다.

## 같이 보기
- 토스카나 제도